# Tibouchina saxosa
Tibouchina saxosa är en tvåhjärtbladig växtart som beskrevs av Henry Allan Gleason. Tibouchina saxosa ingår i släktet Tibouchina och familjen Melastomataceae. Inga underarter finns listade i Catalogue of Life.